# Kevin Wilson (Schriftsteller)

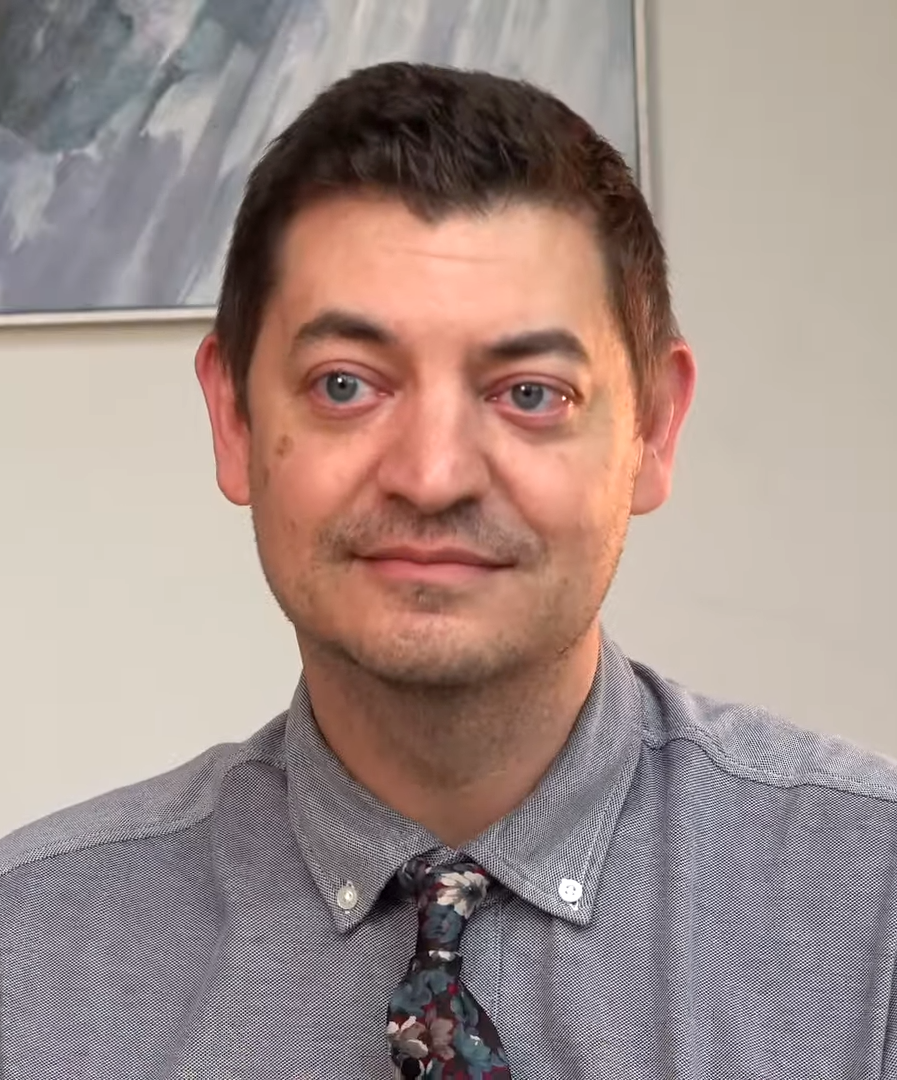
Kevin Wilson

Kevin Wilson (* 1978 in Sewanee, Tennessee, USA) ist ein US-amerikanischer Autor von Kurzgeschichten und Hochschullehrer.

## Leben
Wilson schloss die University of Florida mit dem Grad Master of Fine Arts ab und lehrt heute an der University of the South in seiner Heimatstadt. Er ist verheiratet und hat zwei Söhne.
Wilson ist Autor von Kurzgeschichten, die in Literaturzeitschriften wie Ploughshares, Tin House, One Story und der Cincinnati Review gedruckt wurden. 2009 erschien eine Auswahl in Buchform, der 2011 Wilsons erster Roman The Family Fang folgte.

## Ehrungen und Auszeichnungen
- Fellowship der MacDowell Colony.
- Fellow in Yaddo.
- Fellow am Kimmel Harding Nelson Center in Nebraska City, Nebraska USA.
- Alex Award der American Library Association.
- Shirley Jackson Award.

## Veröffentlichungen
- 2009: Tunneling to the Center of the Earth. Ecco Press, Manhattan, New York City, ISBN 978-0-06-157902-8.
  - 2013: deutsch von Xenia Osthelder: Das große Schwestern-Handbuch. Nachschlagewerk für sensible Jungs, Luchterhand, München, ISBN 978-3-630-87408-1.
- 2011: The Family Fang. Ecco Press, Manhattan, New York City, ISBN 978-0-06-157903-5.
  - 2012: Die gesammelten Peinlichkeiten unserer Eltern in der Reihenfolge ihrer Erstaufführung, Roman; übersetzt von Xenia Osthelder. Luchterhand Verlag, München, ISBN 978-3-630-87401-2.[1]
- 2018: Baby You're Gonna be Mine. Ecco Press, Manhattan, New York City, ISBN 978-0062450524.
- 2019: Nothing to See Here. Ecco Press, Manhattan, New York City, ISBN 978-0-06-291346-3.